# Ève Deboise
Ève Deboise é uma cineasta e roteirista francesa que trabalhou com Maria de Medeiros, a qual ajudou a realizadora a escrever o filme Capitães de Abril, em 2000. Em 2012, dirigiu o filme de drama Paradis perdu